# Tam Loan

Vị trí tại Miêu Lật

Tam Loan (tiếng Trung: 三灣鄉; bính âm: Sānwān Xiāng) là một hương (xã) của huyện Miêu Lật, tỉnh Đài Loan, Trung Hoa Dân Quốc (Đài Loan). Hương có diện tích là 52,2960 km², dân số vào tháng 8 năm 2011 là 7.234 người thuộc 2.395 hộ gia đình, mật độ cư trú đạt 138,3 người/km². Hương có thắng cảnh là hồ trữ nước trên núi Vĩnh Hòa.